# سیارک ۵۳۸۷
سیارک ۵۳۸۷ (به انگلیسی: 5387 Casleo، نامگذاری:1980NB) پنج هزار و سیصد و هشتاد و هفتمین سیارک کشف شده‌است که در ۱۱ ژوئیه ۱۹۸۰ کشف شد.